# تجارت غلات
تجارت غلات، شامل مبادلات محلی و بین‌المللی انواع غلات نظیر گندم، جو، ذرت، برنج و سایر دانه‌های خوراکی است. غلات به‌عنوان یکی از مهم‌ترین کالاهای تجاری، از این مزیت برخوردارند که برخلاف بسیاری از محصولات کشاورزی، به سهولت قابل ذخیره‌سازی و حمل‌ونقل بوده و میزان فسادپذیری آن‌ها اندک است. تأمین و دادوستد غلات سالم، برای بخش قابل توجهی از جوامع اهمیت اساسی داشته و تأمین‌کنندهٔ بخش عمده‌ای از کالری مورد نیاز در اغلب نظام‌های غذایی است. افزون بر این، غلات نقش حیاتی در تأمین خوراک دام و پشتیبانی از بخش کشاورزی دامی ایفا می‌کنند.
تجارت غلات از نخستین دوران شکل‌گیری سکونتگاه‌های کشاورزی آغاز گردید و شواهد آن در بسیاری از فرهنگ‌های اولیه که به کشاورزی یکجانشین روی آوردند، قابل مشاهده است. تحولات عمده اجتماعی، همچون فروپاشی امپراتوری روم، به‌طور مستقیم با تجارت غلات پیوند داشته‌اند. از اوایل عصر مدرن به بعد، تجارت غلات به‌عنوان بخشی مهم از روند گسترش استعمار و ابزاری در سیاست خارجی کشورها ایفای نقش کرده است. در قرن بیستم، موقعیت ژئوپلیتیکی کشورهایی نظیر استرالیا، ایالات متحده، کانادا و اتحاد جماهیر شوروی، ارتباطی مستقیم با جایگاه آنان به‌عنوان کشورهای دارای مازاد تولید غلات داشته است.
در سال‌های اخیر، بازارهای بین‌المللی کالا نقشی اساسی در پویایی نظام‌های غذایی و فرایند قیمت‌گذاری غلات ایفا کرده‌اند. فعالیت‌های سفته‌بازانه، همراه با سایر عوامل مؤثر بر تولید و عرضه که به بحران مالی سال ۲۰۰۸ انجامیدند، موجب افزایش سریع قیمت غلات در جریان بحران جهانی قیمت مواد غذایی ۲۰۰۷–۲۰۰۸ گردید. در دوره اخیر، جایگاه مسلط اوکراین و روسیه در بازارهای غلات، به‌ویژه گندم، سبب شد که حمله نظامی روسیه به اوکراین در سال ۲۰۲۲ نگرانی‌های گسترده‌ای نسبت به وقوع بحران جهانی غذا در همان سال برانگیزد. همچنین پیش‌بینی می‌شود تغییرات ناشی از دگرگونی‌های اقلیمی در بخش کشاورزی، پیامدهای زنجیره‌ای و گسترده‌ای بر بازارهای جهانی غلات بر جای گذارد.